# Kawin Thamsatchanan
Kawin Thamsatchanan (* 26. ledna 1990 Bangkok) je thajský fotbalista.

## Klubová kariéra
S kariérou začal v Rajpracha FC v roce 2007. V roce 2008 přestoupil do Muangthong United FC. Odehrál 246 ligových utkání. V sezónách 2009, 2010, 2012 a 2016 tým vyhrál thajskou ligu. V roce 2018 přestoupil do Oud-Heverlee Leuven.

## Reprezentační kariéra
Thamsatchanan odehrál za thajský národní tým v letech 2008–2019 celkem 62 reprezentačních utkání.

## Statistiky
| Thajsko | Thajsko | Thajsko |
| Roky    | Záp.    | Góly    |
| ------- | ------- | ------- |
| 2008    | 1       | 0       |
| 2009    | 0       | 0       |
| 2010    | 7       | 0       |
| 2011    | 3       | 0       |
| 2012    | 9       | 0       |
| 2013    | 1       | 0       |
| 2014    | 9       | 0       |
| 2015    | 5       | 0       |
| 2016    | 15      | 0       |
| 2017    | 6       | 0       |
| 2018    | 3       | 0       |
| 2019    | 3       | 0       |
| Celkem  | 62      | 0       |

## Úspěchy

### Klubové
Muangthong United FC
- Thai League 1: 2009, 2010, 2012, 2016